# شرلی کروز
شرلی کروز (انگلیسی: Shirley Cruz؛ زادهٔ ۲۸ اوت ۱۹۸۵) بازیکن فوتبال اهل کاستاریکا است.
از باشگاه‌هایی که در آن بازی کرده‌است می‌توان به باشگاه فوتبال المپیک لیون، باشگاه فوتبال زنان المپیک لیون، و باشگاه فوتبال زنان پاری سن ژرمن اشاره کرد.
وی همچنین در تیم ملی فوتبال زنان کاستاریکا بازی کرده‌است.
وی در مسابقات کشوری و بین‌المللی در مجموع برندهٔ ۱ مدال برنز شده‌است.